# 가변피치프로펠러

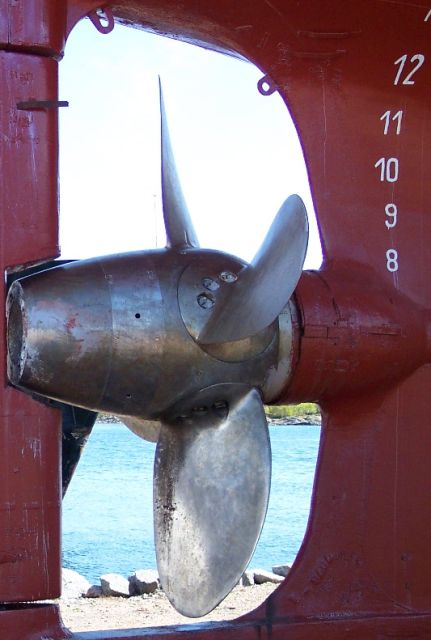
선박의 가변피치프로펠러

가변피치프로펠러(영어: Controllable pitched propeller 또는 Variable pitch propeller)는 날개의 피치를 자유롭게 변화시켜 원하는 위치에 기계적으로 고정할 수 있는 프로펠러를 말한다. 주기의 회전을 일정방향, 일정속도로 고정한 채로 선교에서 전진, 정지, 회전을 자유롭게 조작할 수 있다. 가변피치 프로펠러는 예인선이나 트롤선과 같이 프로펠러 하중변화가 큰 선박이나 가스터빈과 같이 역회전이 불가능한 선박에 적당하다.